# بيع الزوجة في بريطانيا

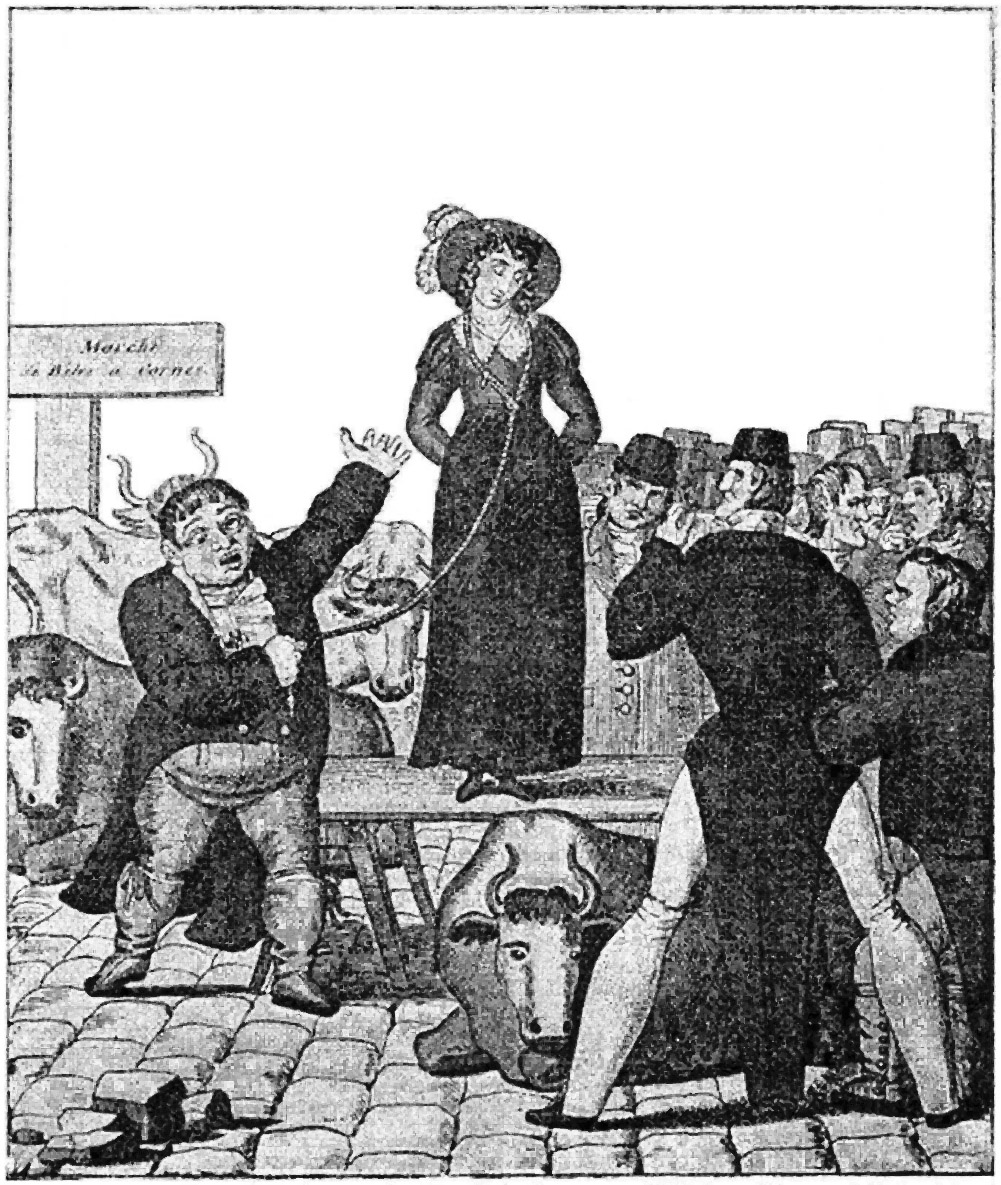
رسم تهكمي لعملية بيع وشراء زوجة إنجليزية، حيث تتم في سوق الماشية، ويظهر الزوجة بالفعل راضية، والزوج يبدو كأنه "يرتدي قرون".

عادة بيع الزوجة هي وسيلة بديلة للطلاق حيث كان الطلاق ذاته في ذلك الحين شيئًا يستحيل تطبيقه عمليًا بالنسبة للجميع عدا الأسر الأغنى ببريطانيا وخاصةً إنجلترا. بدأت تلك العادة بالظهور في أواخر القرن السابع عشر، وكانت تتم عبر موافقة كلا الطرفين لوضع حد للزواج المضطرب. يقوم الزوج بربط زوجه بحبل إما حول الرقبة أو الذراع أو الخصر واستعراضها جهارًا في مزاد علني ليبيعها إلى المزايد الذي يقدم أكبر قدر من المال. إن ذلك العرف يعرض لأحداث رواية «عمدة كاستربريدج» للروائي الشهير توماس هاردي حيث تقوم الشخصية المحورية ببيع زوجها في مطلع الرواية، الأمر الذي من شأنه أن يطارده طيلة حياته، وأخيرًا يؤدي إلى القضاء عليه.
وعلى الرغم من كون ذلك العرف غير رسمي وادى في كثير من الأحيان إلى رفع دعاوٍ قضائية، وخاصًة بدايًة من منتصف القرن التاسع عشر وحتى الوقت الحالي، فإن موقف السلطات من العرف السائد يبدو مبهمًا. وقد صرح أحد قضاة القرن التاسع عشر في تدوين له بعدم امتلاكه الصلاحيات لمنع بيع الأزواج. وقد كانت هناك بعض الدعاوي التي يتولاها مفوضو القانون للفقراء المحليين نصت على إجبار الأزواج على بيع زوجاتهم فضلًا عن إبقاء عائلاتهم في الإصلاحية.
استمرت العادة الرائجة في أحد أشكالها بإنجلترا حتى أوائل القرن العشرين، هذا وقد أدلى المؤرخ والقاضي جيمس برايس في كتاباته لعام 1901 أن تلك العادة قد كانت متداولة في عهده. وفي إحدى القضايا التي تم الإعلان عنها مؤخرًا بإنجلترا قدمت إحدى الأزواج دليلًا لمحكمة جنح بمدينة ليدز بأنه قد تم بيعها لأحد رفقاء العمل لزوجها الأسبق مقابل جنيه استرليني  فقط.

## الجذور الشرعية
ويبدو ذلك العرف في «إطاره الشعائري» عرفا مختلقا بدأ في الظهور حول مشارف القرن الثامن عشر؛ ولكن كانت هناك بعض اللمحات في أوائل القرن الرابع عشر حينما سلم أحدهم زوجه لشخص آخر عبر التوقيع على عقد. وفي ظل الرواج الواسع الذي تشهده الصحف، تواترت التقارير التي تدور حول العرف السائد في النصف الثاني من القرن الثامن عشر. كورتني كيني الكاتب الذي نشأ في القرن العشرين قد عبر عن العرف قائلًا: «هو عرف متأصل حتى النخاع». يكتب جيمس برايس أنه: «ليس هناك أي أثر لما يضمن حق بيع الأزواج في قانوننا الإنكليزي». وجاء ذلك في إطار الحديث عن مثل تلك العادة لعام 1901، كما أضاف ملاحظته بأن: «الجميع قد أحاط علمًا بهذه العادة المتفردة، عادة بيع الأزواج التي ولاتزال تتكرر وسط الطبقات الدنيا بإنجلترا».

## الزواج
لم تكن مراسم الزواج الرسمية التي كانت تتم في حضور القس مطلبًا شرعيًا بإنجلترا إلى أن تم الانتهاء من عقد الزواج الموضوع في عام 1753، كذلك هو الحال مع تدوين الزفاف فلم يكن يتم هو الآخر حتى تنفيذ العقد المذكور. إن الدافع الأساسي وراء ذلك العقد هو أن يوافق كلا الطرفان على الزواج شرط أن يكونا قد بلغا السن القانونية والتي تصل إلى اثنى عشر عامًا للفتاة وأربعة عشر للصبي. كانت المرأة بمجرد أن تتزوج تصبح خاضعةً لزوجها بصورة كلية، فيتلاحمان في كيان واحد شرعي وضع قانوني معروف باسم (الوقاء). وقد دون سير ويليام بلاك ستون القاضي الإنكليزي البارز وجهة نظره في العام نفسه الذي شهد وضع العقد المعروف قائلًا: «إن الوجود المطلق أو التواجد الشرعي للمرأة يكاد يكون معطلًا في فترة الزواج أو بمعنًا آخر مضمون ومدمج في وجود الرجل حيث يحتويها بذراعيه ويعد بمثابة الدرع الواقي لها والموكل بحمايتها في كل شيء تفعله». وعلى الرغم من عدم أحقية الزوجة في الاستحواذ على أي ممتلكات، إضافة إلى كونها الملكية التابعة لزوجها. يستطرد بلاك ستون حديثه مشيرًا إلى أن: «حتى القيود التي قد تشعر الزوجة بها لا تفرض في الأغلب إلا لحمايتها ونفعها. فكما هو واضح وجلي أن القانون الإنكليزي يخدم الأنثى دون الذكر بشكلٍ خاص».

## الانفصال
شهدت بداية العصر الحديث بالتاريخ الإنكليزي خمس وسائل للطلاق، إحداها كانت عن طريق الالتماس بالمحاكم الكنسية حيث لا يتم الطلاق بشكل كامل، لكن لا يتعايش الزوجان معًا، وذلك الانفصال لأسباب محددة مثل: الزنا، والقسوة التي قد تقضي تمامًا على حياة الفرد؛ لكنها لم تكن تسمح بالزواج مرة أخرى. أصبح الطلاق أمرًا محتملًا عبر الإجراءات المعقدة والمكلفة التي تتم بواسطة القانون الصادر عن البرلمان وذلك بدءًا من الخمسينيات من القرن السادس عشر حتى تم تطبيق قانون القضايا الزوجية في عام 1857. إن المحاكم المعنية بالطلاق التي تم إنشائها في بداية تطبيق القانون سالف الذكر كانت سببًا في تقليل تكاليف إجراءات الطلاق إلى حدٍ كبير إلا أنه ظل باهظًا بالنسبة لإمكانيات الطبقات الفقيرة آنذاك؛ ولذا كان ما يعرف (بالانفصال السري) هو البديل وهو اتفاقية تتم بين الزوجين مضمنة داخل وثيقة طلاق يقوم باعتمادها محرر وثائق التفريغ. وقد كان هناك أيضا إما الهروب؛ حيث يقوم الزوج بإنشاء منزل جديد مع عشيقته، أو الهجر؛ بحيث تجبر الزوجة على ترك المنزل. وفي المقام الأخير يأتي مفهوم البيع كوسيلة بديلة للطلاق؛ ولكنها غير شرعية.